# Matteo Pérez

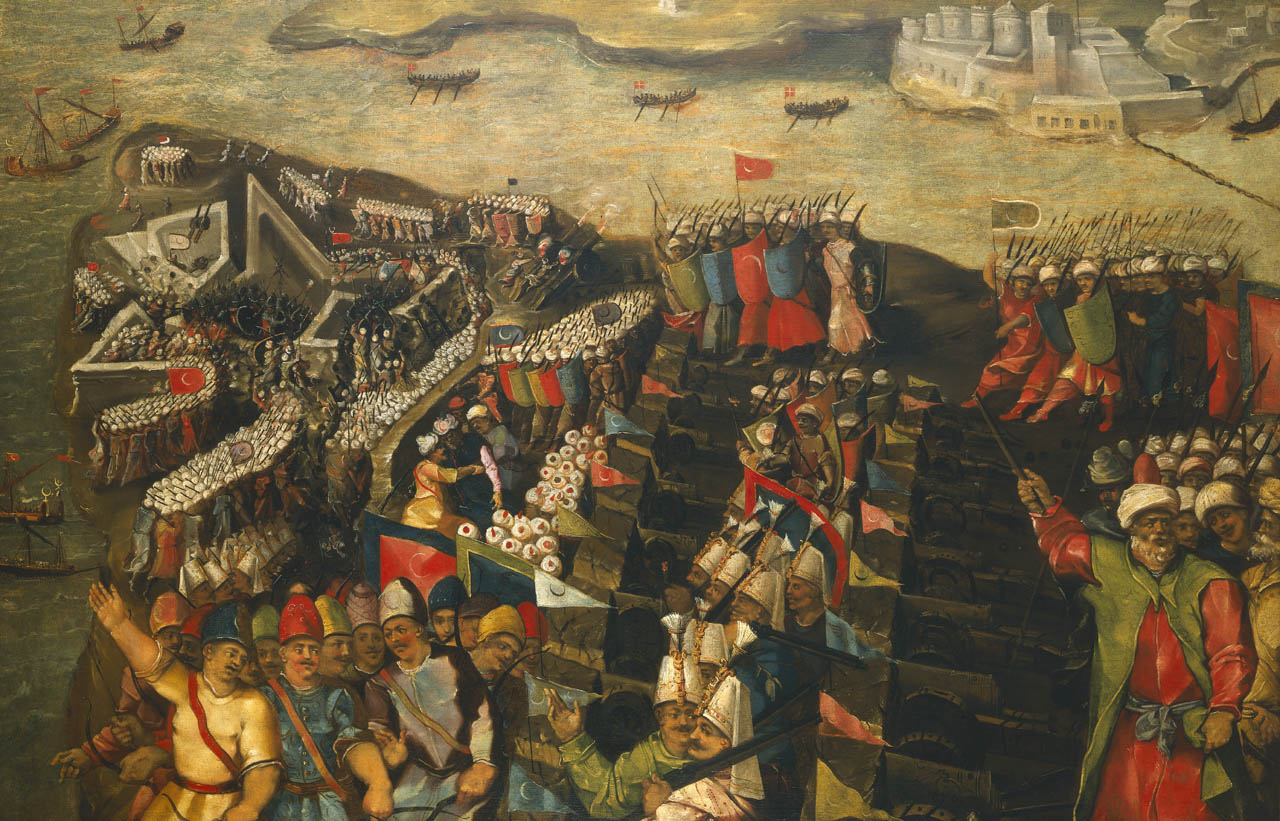
Die Belagerung von Malta – Einnahme von Fort St Elmo

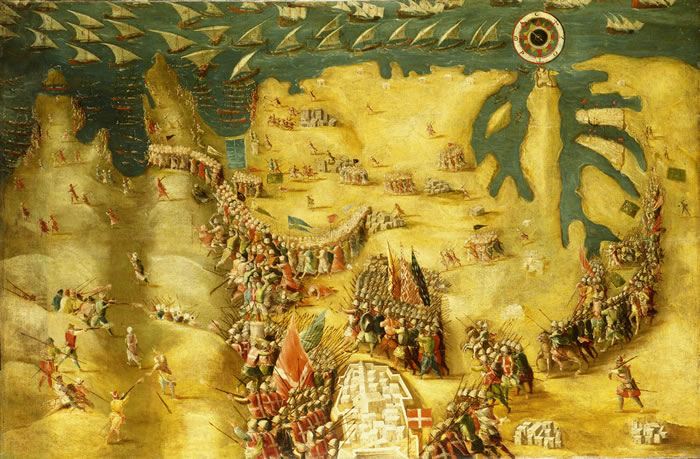
Die Belagerung von Malta – Schlacht mit den Türken

Matteo Pérez de Alesio (spanisch Mateo Pérez de Alesio), auch genannt Matteo da Lecce, Matteo Perez da Leccia, Matteo d’Aleccio, Matteo de Alesio (* 1547 in Alezio; † um 1628 in Lima), war ein Maler und Kupferstecher italienischer Herkunft, der den größten Teil seiner künstlerischen Laufbahn in Peru verbrachte, wo er zwischen 1588 und 1628 mehr als 40 Jahre lang lebte. Er war lange Zeit der wichtigste Maler in Lima und hatte auch nach seinem Tod noch großen Einfluss auf die lokale Malschule. Seine Motive sind besonders den historischen, maritimen sowie Andachtsthemen zuzuordnen. Er verbrachte den Großteil seines Lebens in Peru.

## Leben

### Italien, Malta und Sevilla
Mateo Pérez de Alessio war der Sohn von Antonio de Alessio und Madama Lucente. Es gibt verschiedene Aufzeichnungen über seinen Nachnamen, da er auf unterschiedliche Weise unterschrieb und auf einer Quittung von seiner Hand als Matheo Pérez de Alesio erscheint. Er war auch als Matteo da Lecce bekannt. Er nannte sich selbst einen römischen Maler, weshalb man annahm, er stamme aus dieser Stadt.
Wahrscheinlich trat er vor seinem 16. Lebensjahr in die Werkstatt Michelangelos ein. Gaspare Celio schrieb ihm den Heiligen Michael der Disputation über den Leib des Moses (ca. 1574) in der Sixtinischen Kapelle des Vatikanischen Apostolischen Palastes zu, was zu der Vermutung führte, dass er ein Maler von Papst Gregor XIII. wurde. Im Allgemeinen wird ihm jedoch das Fresko in seiner Gesamtheit zugeschrieben.
Weitere Werke von Pérez de Alesio sind in und um Rom zu sehen, darunter Fresken in der Villa d’Este in Tivoli und in der Villa Mondragone in Frascati sowie eine Madonna mit Kind und den Heiligen Katharina und Apollonia in der Kirche La Rotta, die Juan Agustín Ceán Bermúdez als eines seiner letzten Werke vor seinem Weggang aus der Stadt betrachtet. Im Jahr 1572 wurde er Mitglied der renommierten Accademia di San Luca. Er reiste nach Neapel, wo er den Künstler Pablo Morón kennenlernte, der für viele Jahre sein Assistent werden sollte.
Er lebte auf der Insel Malta und schmückte den Saal der Heiligen Michael und Georg, auch bekannt als Thronsaal, im Großmeisterpalast in Valletta. In diesem Saal sind dreizehn Fresken zu sehen, die die große Belagerung Maltas durch die Truppen von Suleiman dem Prächtigen im Jahr 1565 darstellen. Ihm wird die Einführung des Manierismus auf der Insel durch diese Fresken zugeschrieben, die zwischen 1575 und 1581 entstanden. Der Maler selbst hat die Motive dieser Fresken auf Leinwand reproduziert. Vier dieser Gemälde befinden sich heute im Cube Room des Queen’s House in Greenwich. Seine detailreichen und hochdekorativen Gemälde zeichnen sich durch die genaue Wiedergabe von Kostümen, Rüstungen, militärischer Architektur und Schlachtformationen aus. All dies hat seine Werke zu einem Instrument für das historische Studium dieser Themen gemacht.
Im Jahr 1583 reiste er nach Sevilla und brachte Zeichnungen der Werke des von ihm bewunderten Michelangelo mit. Seine Präsenz in der Stadt zeigt sich in dem großen Wandgemälde des Heiligen Christophorus, das noch heute eine der Wände der Kathedrale von Sevilla ziert und 1584 signiert wurde.

### Peru
Er kam aus Rom in Lima an, begleitet von seinem Schüler und Assistenten Pedro Pablo Morón, mit dem er 1583 vereinbarte, ihm das Handwerk beizubringen und als sein Assistent mit einem Gehalt von 200 Dukaten von Kastilien für die zehn Jahre der Vereinbarung zu dienen. Dieser Vertrag wurde 1593 in Lima für die verbleibende Zeit von zweieinhalb Jahren verlängert, wobei ihm das Dreifache des ursprünglichen Wertes angeboten wurde, und im Januar 1595 für weitere zwei Jahre.
Er blieb vertragsgemäß von 1588 bis 1628 in Lima. Er nahm eine wertvolle Sammlung von Stichen Dürers mit; er eröffnete eine Werkstatt im Cuartel I, Barrio 2º, Calle Mantas; er nahm einige Schüler und Jünger auf, wie den bereits erwähnten Pedro Pablo Morón; Francisco García, einen Maler von Bildern, im Jahr 1595; den Augustinerpater Francisco Bejarano, im Jahr 1599; Domingo Gil von 1600 bis 1603; Cosme Ferrero Figueroa und später seinen Sohn Adriano; dies war eine der ersten Kunstakademien in Lima, nach den Forschungen von Rubén Vargas Ugarte. Im Jahr 1590 malte er das Porträt des Vizekönigs García Hurtado de Mendoza, des vierten Marquis von Cañete, weshalb er in einer Urkunde als „Maler Seiner Lordschaft des Vizekönigs“ unterzeichnete. Im Jahr 1592 erreichte er den Rang eines Gentleman der Pferdekompanie der Arkebusiere der „Guardia de este Reino del Pirú“ (Garde dieses Königreichs Pirú).
Laut einer Aufzeichnung im Nationalarchiv von 1591, die vor dem Notar Córdova [f. 376] ausgestellt wurde, vereinbarte er mit General Antonio Picado für 300 Pesos die Anfertigung mehrerer Gemälde, darunter ein Kupferstichbild der Muttergottes und ein Ganzkörperporträt seiner Frau Doña Mayor Bravo de Saravia. Antonio Picado war Prokurist der Stadt Arequipa, wo Alesio das Hauptaltarbild für die Kirche Santo Domingo schuf. Er schnitzte ein Altarbild für die Kirche La Merced in Huánuco.
Im Jahr 1595 erwarb er von Francisco López für 350 Pesos fünfzig Porträts von Figuren und Persönlichkeiten, die dieser aus Kastilien mitgebracht hatte. Neben seiner künstlerischen Tätigkeit versuchte er in jenen frühen Jahren, in den Gold- und Silberminen von Vilcabamba (Cuzco) und Huancavelica sein Glück zu machen. Es gibt zahlreiche Dokumente über Handels- und Geschäftsbeziehungen, in denen der Meister als Akteur auftritt und damit eine weitere Facette seiner Tätigkeit offenbart; in diesen Dokumenten wird seine künstlerische Seite fast nicht erwähnt. Im Jahr 1600 wurde er zusammen mit Pedro Pablo Morón mit der Ausschmückung der Hauptkapelle der Kirche Santo Domingo beauftragt, aber einige Dokumente deuten darauf hin, dass die Arbeiten bereits zwischen 1593 und 1594 begonnen wurden, da Don Alonso Picado eine Spende für das Werk von Pérez de Alesio machte.
Im Jahr 1606 malt er auf Wunsch von Juan de Vega sieben Bilder für eine der Kirchen in Huánuco, die relativ klein sind (dreieinhalb mal fünf Palmen) und unter anderem das Original von Christus mit dem Kreuz auf den Schultern und der Gottesmutter, die ihm in der Calle de la Amargura begegnet, sowie ein weiteres, das den lebendig am Kreuz hängenden Jesus mit den Todesqualen darstellt.
Im Jahr 1600 erhielt er eine gute Summe für Malerei- und Vergoldungsarbeiten in der Dominikanerkirche in Lima; er wurde von seinen Schülern Morón und Cosme Ferrera Figueroa unterstützt, mit denen er sich 1602 zusammentat, um die Schätze einer Wak'a am Rande der Stadt zu heben. Im Jahr 1606 stellte er die folgende Quittung aus: „... Digo io Matheo PÉREZ de Alecio que recibí del mayordomo de la Iglesia Maior, el Señor Juan de Robles, doscientos cincuenta pesos de a nueve. Los quales se me pagan por la pintura de las puertas del órgano y el endorado que ise de ellas y por verdad firmé esta libranza a las espaldas. Oi 21 de Diciembre de este año nuevo en 1606. Matheo PÉREZ de Alecio ... (deutsch: ... Ich, Matheo PÉREZ de Alecio, lasse verlauten, dass ich vom Majordomus der Hauptkirche, Señor Juan de Robles, zweihundertfünfzig pesos de a nueve erhalten habe. Diese werden mir gezahlt für die Bemalung der Orgelflügel und die Vergoldung que ise de ellas y por verdad firmé esta libranza a las espaldas. Den 21. Dezember dieses neuen Jahres 1606. Matheo PÉREZ de Alecio ...)“. [sic]. Leider sind weder das Altarbild noch die Orgel erhalten geblieben.
Im Jahr 1616 malte er eine Reihe von Bildern für die Kapelle des Retrochorus der Kathedrale von Lima; außerdem wiederholte er die Figur des sevillanischen Heiligen Christophorus auf einer der beiden Seiten der Stirnwand (heute verschwunden) und schmückte die Kirche San Agustín mit Fresken.
In vielen Biografien wird angegeben, dass er 1616 starb, aber ein Vertrag aus dem Jahr 1628 widerlegt diese Behauptung; in diesem Jahr verkaufte er ein Bildnis der Muttergottes (weizenfarben) an Pater Francisco Puche vom Orden des Heiligen Benedikt für die Kirche von Monserrate. Ebenfalls 1628 wurde die neue Kirche nach dem Entwurf des mercedarischen Architekten Fray Pedro Galeano gebaut, dank der Spenden des Kapitäns Bernardo de Villegas und seiner Frau Marcela de Montoya, deren Grabkapelle Pérez de Alesio zusammen mit seinem Schüler Pedro Pablo Morón ausschmückte; es war vielleicht sein letztes Werk.